# Marstalla
Marstalla är en by i Harbo socken, Heby kommun.
Marstalla omtalas första gången i markgäldsförteckningen 1312, och då fanns här 3 skattskyldiga. 1541 fanns här ett skattemantal om 4 öres och 6 penningland. Under 1500- och början av 1600-talet fanns här bara en brukare. På 1640-talet tillkommer ännu en gård, och på 1650-talet ännu en, och på 1680-talet en fjärde. Fler än så har gårdarna aldrig varit. Under kortare tider har byn haft några backstugor.
1940 bodde 24 personer i byn, och 1981 fanns 7 personer kvar.
Som kuriosa kan nämnas att Fredrik I var i byn 1729 under björnjakt under överjägmästaren Anders Schönbergs ledning. I byn finns en äldre säng, där Fredrik I påstås ha sovit.
I byns skogsmarker finns idag Martalla naturreservat.